# Stade 15 Octobre
El Stade 15 Octobre (en árabe: ملعب 15 أكتوبر‎) es un estadio multiusos ubicado en la ciudad de Bizerta en Túnez, a 65 kilómetros al oeste de la capital y actualmente es la sede del CA Bizertin.

## Historia
El estadio fue inaugurado en 1990 y su nombre corresponde al 15 de octubre de 1963, la fecha de evacuación de los últimos soldados extranjeros de la independiente Túnez tras la crisis de Bizerta.
Fue utilizado como sede en la Copa Africana de Naciones 2004, donde se jugaron cuatro partidos de la fase de grupos.